# AKB48握手會傷人事件
AKB48握手會傷人事件（日语：／ Ēkēbī Fōtieito Akushukai Shōgai Jiken）是一宗在2014年5月25日發生於日本岩手縣瀧澤市岩手產業文化中心的傷人事件，一名無業男子在日本偶像組合AKB48的握手會上突然揮舞長約50厘米的鋸，造成AKB48成員川榮李奈、入山杏奈以及一名工作人員受傷，隨後兇徒被警方以殺人未遂罪名拘捕，最終被裁定違犯傷害罪和槍砲刀劍類所持等取締法，判處監禁6年。此次事件導致AKB48及其他同業，重新檢討與支持者近距離接觸的活動安排，並且大幅強化保安措施，握手會等活動亦相應延期，多套廣告、電視劇和電影亦受到影響。雖然受傷成員在事發後一段時間，便相繼在各種平台復出，但是依然無法出席握手會。

## 背景

### 握手會

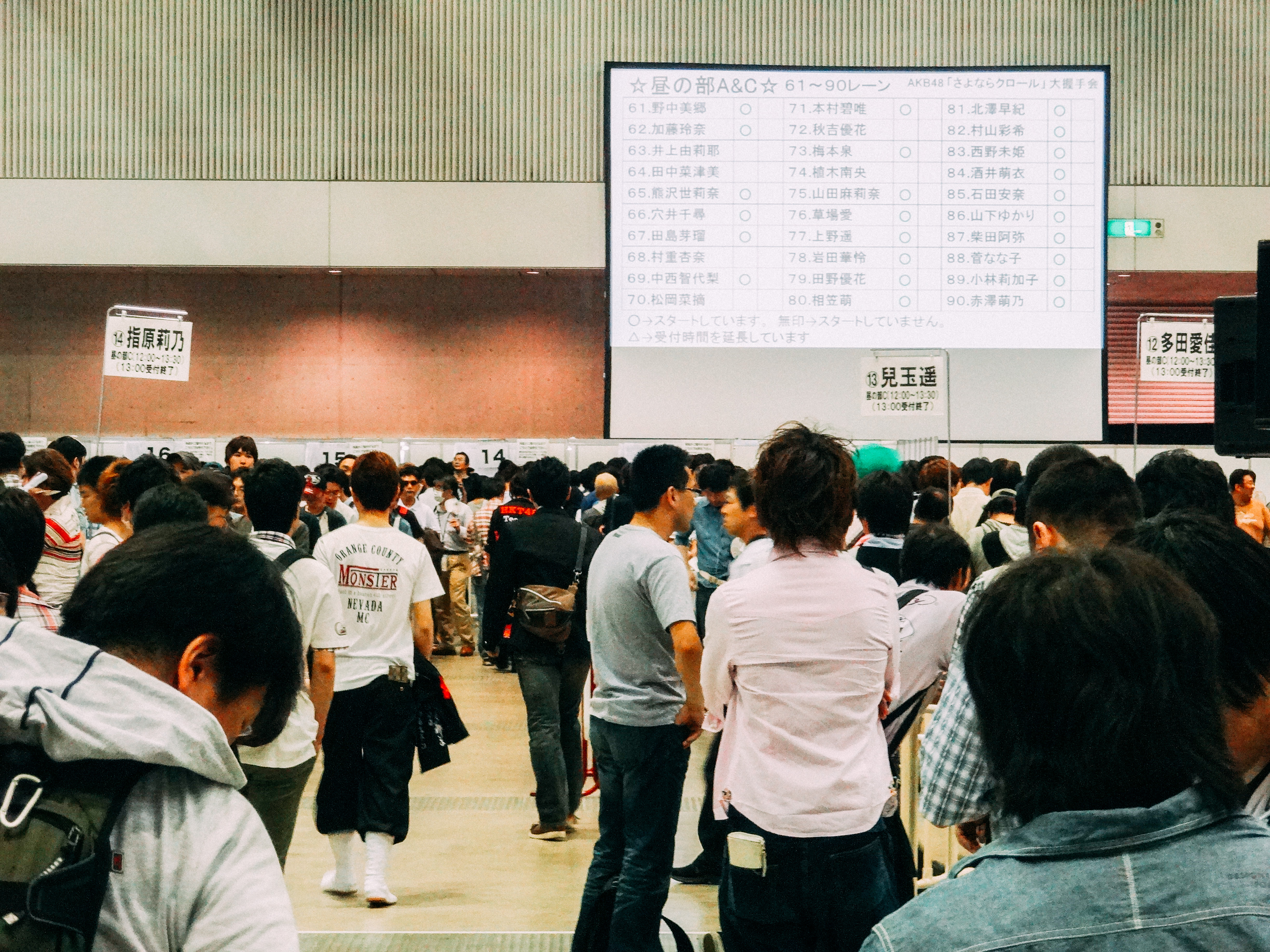
圖為2013年一次AKB48《再见自由式》個別握手會的情況。握手會參加者分為多個行列排隊，等待與行列盡頭的各成員握手

握手會是AKB48經常舉辦的歌迷活動，主要分為「全國握手會」與「個別握手會」：全國握手會的握手券是購買初回版CD附贈的，通常會將成員分為多列，由參加者自行選擇；個別握手會則是通過網上購買劇場盤CD，預先抽選希望與其握手成員。以前，握手會雖然每列有大約有十名警衛和工作人員戒備，負責檢查參加者的雙手以及要求對方除下手上飾物，然而為了縮短輪候時間，通常並不會檢查隨身物品。事件中的握手會是全國握手會，兩名受傷成員川榮李奈和入山杏奈均位於第六列。该列的另外三位成员是大島涼花、倉持明日香与高城亞樹。這次的握手會的對象是購買AKB48第33張單曲《真心電流》或第35張單曲《勇往直前》的人士，舉辦地點是岩手產業文化中心，參加成員總數為47人，總共10列。下午1時於同一會場的小型演出結束後，握手會才會開始，原定於晚上9時結束。入場人數約5000人。對於這次握手會的保安措施，舉辦者King Records表示由總共約100名警衛與工作人員戒備，在握手前檢查參加者的雙手，並且認為檢查個人隨身物品會引發爭議，難以持續舉辦活動，因此沒有特意檢查，另一方面AKB48的營運者AKS則表示是隨機檢查。

### 兇徒
兇徒梅田悟出身於青森縣十和田市，在小學和中學時，梅田的同級同學指梅田給別人的印象是溫文爾雅，但同時形容他以前曾經無端發怒，此外他是田徑部成員，曾經取得岩手縣大會的第二名。畢業後，他為了照顧體弱的母親，其兼職賺取的工資全數用於家中開銷。其後，由於工資較為可觀的關係，梅田搬至大阪府，並且在2012年12月中旬至翌年3月下旬由吹田市的人力派遣公司分配至工地現場擔任負責指揮交通的警衛，同時遷入同市的員工宿舍。他在大阪期間由於精神不穩，曾經由精神科醫生診斷患有發展障礙，並且在返回青森縣後領取當局分發的第2級精神病患保健福祉手帳。其後，他於保安公司工作了一段短時間，在首次公判中檢察指出他在2014年1月遭到保安公司解僱。梅田一度被指是AKB48的支持者，但是根據其母親的說法，她從未看見家中有任何AKB48的CD或握手券，然而對於他是否为AKB48的支持者則存疑，不過隨後在TBS電視台的訪問中又稱兒子並非AKB48支持者。梅田的朋友則說道，他從前便喜歡重金屬音樂和硬式搖滾這類激烈的音樂，所以他讨厌流行音乐，而明亮的偶像歌曲和国民级偶像组合AKB48是他 "最不喜欢的"。梅田與他的母親和叔父同住，除了進餐和散步外平常很少出門。事發前一天，梅田以散步為由，騎單車離開了住所，随后失去聯絡。

## 概要

### 事發經過
事發當日，AKB48在岩手舉行全國握手會，雖然會場有近100名工作人員負責保安工作，成員身旁亦有約兩名工作人員，同時也有工作人員負責檢查參加者身上是否藏有危險品，然而保安人員卻只是隨機抽查參加者隨身物品。AKB48客戶中心部部長戶賀崎智信表示兇徒當時並無手提物品，而是突然從外套內側取出50厘米的鋸揮舞，雖然工作人員一度徒手抓著凶器，但是兇徒最終仍然傷及兩位成員川榮李奈和入山杏奈，3名傷者隨即被送往醫院，兇徒則當場遭到其他工作人員制伏並轉交警察處理，警察以殺人未遂的罪名將兇徒拘捕。
由於受傷成員處於最接近入口的隊列，因此岩手縣警認為有可能是隨意襲擊，而非早有預謀。兇徒被指暗中將疑似是收藏凶器的手提袋般的物體帶進會場，而用作凶器的鋸是折疊式，刀鋒長約25厘米，刀背則裝有長約8厘米闊兩至三厘米的鎅刀。縣警同時表示川榮和入山的頭部和右手均受傷，工作人員則左手被斬傷，而AKB48營運者AKS則對受傷位置有不同的說法，表示川榮右手姆指和入山右手小指均骨折和撕裂傷，需要接受緊急手術，兩人均無生命危險，另外也有媒體報道指入山頭部亦受傷，而工作人員則是左手骨折，各自接受長達3小時的手術。
兩人入院接受診治初期表現得驚惶未定，後來冷靜下來，反而擔心日後握手會將會何去何從。翌日，兩位受傷成員從岩手縣盛岡市的醫院出院，返回東京，當時東京站和上野站聚集了大量記者，根據搭乘新幹線的乘客描述，成員們為了避免混亂在大宮站提早下車。事發後五天，AKB48總監督高橋南在事件後首次在電視節目亮相，在音樂節目《Music Station》中表示川榮和入山仍然休養中。
事發時身處會場的支持者在Twitter上不停轉發有關資訊，甚至一度傳出川榮頭部流血的消息，又指會場內有女性支持者嚎哭和尖叫，也有指成員連走路都需要別人攙扶。由於傷勢嚴重，成員高橋朱里一度無法判別誰是入山誰是川榮，看到同樣景象與兩名受傷成員的大島涼花表示由於當時受驚過度，感到天旋地轉。

### 事件調查
梅田悟在接受盤問時對自己的罪行直認不諱，表示與兩位受傷成員均素未謀面，而是單純想殺人，「無論是殺掉誰也好」，及後又補充只要是AKB48成員都可以，雖然盤問期間並未有大吵大嚷，但是亦沒有打算謝罪或反省，他表示其犯案動機是最近很煩燥，並且供稱作為凶器的鋸是從家中拿取，將其放進手提袋後混入會場，其母親亦指用於修剪樹木的鋸突然不見了。
事件發生後兩天，梅田被移送至盛岡地方檢察廳。翌日，警員前往梅田的住宅搜查，搜出《真心電流》和《勇往直前》单曲各一张並確認是次乃有計劃犯罪。為了調查梅田的精神狀態，盛岡地檢向盛岡簡易裁判所請求將梅田拘留至7月29日，並且獲得接納，其後延長至9月2日。
9月11日，盛岡地檢以違犯傷害罪和铳炮刀剑类所持等取缔法為由正式起訴梅田悟。11月4日，檢察官在盛岡地方裁判所首次公判中指出疑兇梅田悟的犯案動機是不滿終日無所事事的自己的收入遠不及AKB48，並且得到梅田悟認同。當天旁聽只有28席，但是卻有132人希望旁聽，與此同時法庭的保安措施亦明顯加強，設置了金屬探測器，用作檢查參與旁聽的人士，以防有人襲擊疑犯報復。另外，旁聽席上亦有數名警員戒備。
2015年1月2日，梅田悟在第二次公判中表示在網上選中AKB48是因為覺得女性較容易下手，而且亦無法配對各成員的樣貌和名字。另外，梅田在庭上否認因為收入少於AKB48而犯案，當檢控指出他的的證供與先前不一致時，梅田強調犯案動機與收入差距並無關連，重申現在的說法才是正確的。他亦供稱下手時頭腦一片空白，但是情感得到宣洩。其後，檢案交代兩名受傷成員以及其母親的證供，其中川榮表示：「梅田當時在隊列中排第二，有別於一般滿臉笑容的支持者，感覺他很奇怪。其後，他從隊列中排第一的人身後揮動一些物件，並且擊中我的額頭，最初未有痛感，以為是遭到類似鞭的東西擊中，但是當他不斷揮動像棒一樣的東西的時候，我便舉起右手抵擋，同時蹲下來保護自己。這次事件令我精神受創，實在難以原諒對支持者及親人造成影響的犯人。」川榮的母親則認為：「看見女兒的受傷部位時，不禁想到犯人要怎樣才能賠償其損失。當犯人重返社會後有可能再次施襲，因此必須嚴懲以提防模仿犯的出現，希望法庭盡可能判處較長的監禁刑期。」另一名受害人入山回憶道：「當時我站在第6列，在犯人揮動一些物件襲擊川榮後，便朝向我移動，雖然我隨即蹲至枱下，但是頭部依然遭到硬物擊中，我感到相當害怕，以為自己會被殺。其後，我高舉雙手保護頭部，但是仍然至少兩次被犯人擊中。我無法原諒犯人。讓支持者憂心了。最後，我希望法庭能夠嚴懲梅田。」入山的母親形容：「請盡可能施以重刑。犯人重返社會後有可能再次犯案。我站在母親的立場亦對犯人的所作所為感到憤怒，希望法庭盡可能判處較長的監禁刑期。」梅田在整次審訊中均嬉皮笑臉。
1月8日，檢控在求刑公判中向盛岡地裁請求判刑七年，認為梅田讓成員精神受創，在法庭上作供時亦表現得模棱兩可，未見其悔意，辯護一方則認為犯人難逃罪責，但是主張其作供態度是因為患上類同於精神分裂症的精神病，加上缺乏溝通能力所致的，希望地裁方面理解。2月10日，盛岡地裁判處梅田悟監禁6年，裁判長形容犯人殘忍，差點犯下命案，同時認為此案與其他同類型的無差別傷人事件比較亦是非常嚴重，事件導致相關活動被逼終止以及活動的保安措施強化，對社會的影響亦不能輕視。

## 反應

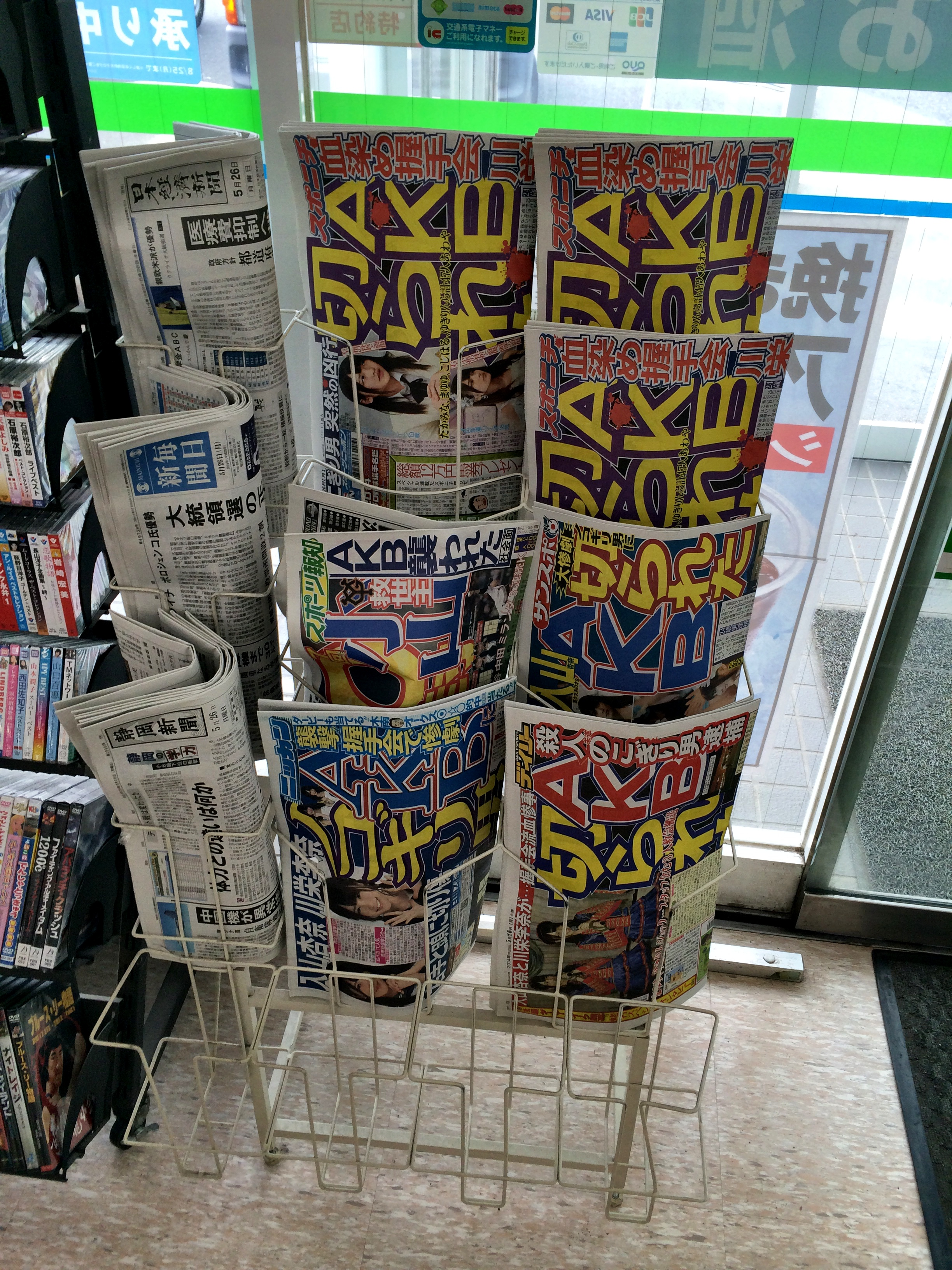
翌日多份報章以傷人事件作為頭條新聞

### AKB48
事發當晚，其餘成員則從JR東日本盛岡站搭乘新幹線返回東京，大多數人都戴上口罩，神情哀傷，而原本於東京兩國國技館觀賞相撲的成員大島優子在Google+發佈祝賀白鵬翔勝出的留言後得知事件發生，便留言稱現在並非慶祝白鵬勝利的時候，形容「發生了意想不到的事」，然而鑑於事情的嚴重性，最終留言亦遭刪除，翌日Google+上除了已經宣佈畢業的片山陽加外，未見其他成員發言，與平時的情況可謂截然不同，一眾成員保持沉默，相信是考慮到川榮和入山的感受。
這種情況不但反映於Google+上，在其他社交媒體上亦是如此，在持續一段長時間後，HKT48成員指原莉乃意識到支持者感到不安，便以郵件詢問AKB48組合總合製作人秋元康：「我們可以發佈留言嗎？」秋元回應道：「本來就未有打算要求大家禁言，如果大家真的對更新狀態一事陷入困境的話，按照指原的想法去做便可。」其後，指原在5月27日於Twitter上留言，成為事件後首位在社交媒體發表有關事件感言的成員，報章《日刊體育》對此形容為「突破了AKB48歷來最大的危急關口」。隨著指原的留言，其他成員，包括川榮和入山也相繼留言。
5月28日，AKB48組合總監督高橋南在Google+上批評疑兇：「我不希望由各位支持者與成員一同建構而成的AKB48，因為一名非支持者自把自為的行徑而受到破壞，犯人無差別的傷害行為可以接受嗎？握手會理應不是為了這樣的人或事而舉辦的，希望犯人不要看輕眾多支持者與成員之間構築的羈絆。」另外，成員柏木由紀表示每當回想起事件就變得呼吸困難，與疑兇同樣是東北地方出身的成員岩田華則代疑兇向成員致歉。營運者AKS則抨擊兇徒行為卑劣，HKT48劇場經理尾崎充亦表示絕不會饒恕和屈服於這種恐怖主義行徑之下，並且祝願傷者早日康復，而AKB48組合總經理茅野忍則表示要優先支援成員的心理狀況，並且與各成員的家人面談。對於因為保護成員而受傷的兼職工作人員，AKB48劇場經理湯淺洋表示感謝。前AKB48成員仁藤萌乃、小野惠令奈、大堀惠、森杏奈和秋元才加均表示擔心，另一前成員板野友美則表示無法原諒兇徒的行為。

### AKB48支持者
不少支持者對事件感到憤概，形容兇徒玷污了支持者與成員接觸的場所，行為無法原諒，有些支持者則對握手會可能受到事件影響而暫停表示擔憂，在新浪微博亦有中國大陸的支持者表示憂心，同時網上亦有人發起摺千羽鶴來送給兩名受傷成員的活動，更有支持者自組保安隊。
AKB48的艺人歌迷、搞笑組合金絲雀成員Bon溝黑均對事件表示擔心，同樣是AKB48支持者的評論家森永卓郎則認為這次事件可能令總選舉出現同情票，另一AKB48支持者漫畫家小林善紀認為事件直擊了AKB48的最大弱點，動搖了其基礎，同時批評AKB48在事後於Google+暫停發表任何言論的行為。同是AKB48支持者的社會學家濱野智史一直對於部分支持者對成員惡言相向的狀況表示憂慮，像握手會這種AKB48的核心價值，安全對策是必要的。

### 其他
岩手縣知事達增拓也祝願傷者早日康復。對於兇徒的動機，新潟青陵大學大學院社會心理學教授碓井真史認為兇徒可能無差別傷人或是精神有問題。心理諮詢師矢幡洋表示以鋸為武器是難以在短時間內殺害對方，犯案的動機可能是源於對年輕女性的憎恨或是嫉妒，有可能僅以毀容為目的，某程度上比單純希望殺害對方更可怕，使用較長的武器亦可能是因為兇徒希望傷害更多的人。
對於AKB48本身，名古屋文理大学情報媒體學部准教授田川隆博則認為握手會是主要收入來源之一，成員難免會遇上部份帶有惡意的支持者，因此加強保安措施是無可厚非的。前早安少女組。成員保田圭則擔心事件會對其他AKB48成員造成心理創傷。在社會層面來說，教育家尾木直樹認為若成員未能重新振作，日本社會互相猜疑的情況將日益嚴重。東京大學教授本鄉和人則認為握手會是以偶像與支持者以及支持者之間的互信為前題，事件變相破壞現今日本社會的互信。

## 康復進度
在事件中受傷川榮和入山由於需要靜養的關係，在繼續其藝能活動上造成一定的影響。兩人雖然逐步恢復，重新展開藝能活動，但是在公眾場合依然帶上繃帶和石膏。
兩人從岩手高度救命救急中心退院後，為了檢查而再度入院。事發後，川榮連續多晚在清晨5時前仍然未能入睡。入山原定就自己主演的電影《青鬼》而接受訪問，但是最終取消，並且缺席「DARTSLIVE×AKB48」計劃的發佈會。然而，兩人均很快便通過電話連線在節目上亮相。本身是午間綜藝節目《Viking》的星期三班底的川榮，在事發後三天在醫院以電話連線的方式參與節目。入山則在同日深夜於深夜廣播節目《AKB48的All Night Nippon》中通過電話連線的形式參與節目。次週的6月4日，川榮依然以電話連線的模式出演《Viking》。原本這次的播出未有預定川榮通過電話連線的模式出演，但是川榮親自向節目方面表達意願，才得以實現。
6月7日，川榮首次在公眾場合復出，是日為AKB48在味之素體育場舉行的「AKB48第37張單曲選拔總選舉」開票活動。當天早上，《體育報知》率先透露兩人將會現身，但是在活動的第2部時，現場廣播宣佈兩人均缺席。然而，晚到了會場的川榮，在後台觀看公佈排名的過程。最終，川榮排第16位，並且登上了舞台。由於當時下雨，未有穿上表演服裝的川榮亦穿上雨衣，當時她受傷的右手仍然纏上了繃帶。川榮在台上說道：「在速報時得知自己排第45位當天開始，真的每晚也很煩惱，一邊哭一邊思考自己在今年究竟做了些什麼？這次發生的事，我認為是神對我的當頭棒喝。提醒我不要在這種情況下停滯不前。」。速報發表日是事發前四天，川榮最終從上屆的25位上升至第16位。這次復出也是由川榮本人向工作人員請求才實現的。另一方面，位列第20位的入山則未有現身，而是通過電話發表感言。翌日，兩人均觀看了大島優子的畢業演唱會。6月11日，川榮親身出演了《Viking》，當時她右手手心和大拇指之間仍然纏上繃帶和石膏，左手手背貼上膠布，相信是用來遮掩原本打點滴的位置。這是自事件發生後，川榮首次在直播節目中亮相。
川榮復出後23天，入山也在公眾場合首次復出。事件發生後36天的6月30日，入山在AKB48於AKB48劇場舉行的Team A公演開始前，在台上向支持者打招呼。當時，入山的肘與手指之間仍然打上石膏，為了遮掩她卷上了粉紅色的圍巾，最終亦未有表演。這是自事件發生後，入山首次在公眾場合亮相。其後，入山出席了電影《青鬼》的舞台公開謝票活動。事件發生後42天的7月6日，當時入山的右手仍然打了石膏。根據電影相關人員的說法，原本計劃取消舞台謝票活動，但是由於入山希望與支持者見面才如期舉行。部分媒體稱這次舞台謝票才算是入山的真正復出，其中J-CAST NEWS認為相對於握手會，舞台謝票的時間較短，在考慮到入山的身體狀況下，才選擇以舞台謝票作為其真正復出的途徑。而在舞台謝票前，事件發生後的首次握手會中，兩人雙雙缺席。
7月12日，川榮在日本電視台節目《THE MUSIC DAY 音樂之力》中復出表演，首次演唱了總選舉的單曲《心之告示牌》。當時，她右手姆指仍然打了石膏。《體育日本》推測總選舉的歌曲首次披露的時間，慣常是在6月下旬至7月中旬之間，川榮的復出也正好迎合了這個時機。7月16日，在事件經過52天後，川榮在google+上透露已經除下石膏。同日，川榮亦以原本的姿態出演了《Viking》，原本打上石膏的地方則貼上了貼紮。同日深夜，入山在《AKB48的All Night Nippon》正式復出。由於同節目在前週播放時，峯岸南因為患上囊胞性腎疾患而缺席，隨著入山復出，讓該節目連續兩週均有成員復出，同樣是傷者的川榮亦因而強烈希望出演該節目。7月23日，川榮最終自事件後首次出演該節目。
8月18日，隨著川榮回歸舞台，入山亦再度踏上舞台。當天是AKB48在東京巨蛋舉行的演唱會，在介紹最後一首歌曲《謝謝》時，入山登上舞台向眾人問好，並且和其他成員一眾演唱了該曲，當時她右手依然纏上繃帶和石膏。這是自事件後，入山首次參與演出。儘管如此，為期三天的演唱會，入山亦僅出席了首日，其餘兩天均缺席。其後，打了石膏的入山參與了Switch Publishing的月刊《SWITCH》2014年9月號的寫真攝影，該期雜誌在8月20日發賣。其後，川榮在AKB48劇場公演復出。9月中旬時，醫生向川榮表示進行劇烈活動也沒有問題。此後，川榮一直尋找適當的時機復出，最終在10月8日，事件發生後的136日出演了公演，由於事件前川榮最後的公演是5月18日，因此總共相隔了143日。雖然兩人先後在節目和表演中復出，但是作為事發現場的握手會則依然未能達成。就算AKB48在8月發賣的《心之告示牌》個別握手會中，兩人仍然未有復出。9月20日，在社群應用程式755上，有支持者詢問川榮何時才會再次參加握手會時，她回答道：「我認為不會。不好意思。」此舉引起部分支持者不滿。
2015年2月13日，入山自事件後首次於劇場公演登場，該場同時是慶祝其生日的公演。3月26日，川榮在埼玉超級競技場舉行的AKB48演唱會上宣佈畢業，離開隊伍。同日，入山辭任單曲《我們不戰鬥》的選拔成員，並且在3月30日表明不會畢業退出組合，但是不參加兩個月後舉行的AKB48第41張單曲選拔總選舉。

## 影響

### AKB48及姊妹組合活動
這次事件讓AKB48成立時的概念「能見面的偶像」受到考驗，評論認為AKB48运营方今後必須強化保安措施來應對。事發當晚，AKB48姊妹組合NMB48在大阪NMB48劇場公演後的擊掌會亦受影響而取消，AKB48公演的擊掌會亦宣佈中止，令不少支持者對於快將舉行的總選舉能否如期舉行表示憂慮，因而聚集在東京秋葉原的AKB48劇場外等候消息，大批記者亦到場報道，導致警察出動警車戒備，同樣地福岡市博多的HKT48劇場和名古屋市榮的SKE48劇場亦在事件後宣布取消5月26日起所有擊掌會環節，姊妹組合SKE48在同日於名古屋市國際展示場舉行的握手會亦被腰斬。另一方面，原定在事件翌日於難波豪華花月演出的「NMB48 feat. 吉本新喜劇Vol.9」亦受到事件影響而延期。同時，AKB48宣佈事件翌日公演終止並且休館，及後再宣佈休館至5月31日為止，公演則在6月2日開始恢復。然而，SKE48、NMB48和HKT48的公演則如期舉行，其中NMB48劇場率先設置了金屬探測器，而在公演開始前成員梅田彩佳向現場觀眾廣播表示希望兩人盡快康復，這是自事件後首次有48組合成員於正式場合向支持者講話。此外，還特意將最前一排空出來，其他劇場亦加設了金屬探測器和空出了最前排，並且增派保安駐守，原定於6月7日舉行的AKB48第37張單曲選拔總選舉和6月8日大島優子的畢業演唱會雖然如期舉行，但是同樣加強了保安措施，在選拔總選舉上除了設置122台金屬探測器外，也派出105名保安員檢查入場人士的手提行李，並且拆開螢光棒檢查，當地警察則派遣了50名警員駐守會場。
唱片公司King Records的人士形容握手會和總選舉就如AKB48的兩顆心臟，不能同時暫停，同時指出今後握手會和其他活動是否繼續舉行仍屬未知之數，而原定於石川縣TSUTAYA舉行，以單曲《倘若在梧桐樹的路上對你說「我夢見了你的微笑」之後我們的關係會有什麼樣的變化呢、我兀自持續想了好多天最後有點難為情地得到了一個結論》購入者為對像的握手會、5月31日於愛知縣名古屋巨蛋和6月1日於千葉縣幕張展覽館舉行的握手會、成員岩佐美咲於廣島縣福山市舉行的個人活動、SKE48於東京國際展示場舉行的《未來是什麼？》個別握手會和NMB48於大阪國際貿易展覽館舉行的《高山上的蘋果》個別握手會及拍照會和川榮預定會參加於青森舉行的握手會亦全數延期舉行。成員指原莉乃在電影公映前夕的活動則檢查了觀眾的手提物品，並且取消原定和觀眾合影的環節，但是並沒有保安駐守。
6月2日，AKB48中止了7場公演後首度舉行劇場公演，設置了與機場同級別的金屬探測器，由原本的兩名保安增加至十名，工作人員則由六名增加至七名，並在劇場內外多處均有保安駐守，連同工作人員，所有人均需要通過檢查，座位之間也設置了鐵欄，場外原本可以通過螢幕觀看表演的安排也取消，同時有警察駐守。6月4日，AKS宣佈原定在6月14日於橫濱球場舉行的《拉布拉多尋回犬》的全國握手會、6月15日和29於橫濱國際平和會議場舉行的《未來軌跡》合照會均延期。6月11日，SKE48原定在埼玉縣西武巨蛋於6月21日及22日分別與NMB48和HKT48舉行的共同全國握手會和HKT48在福岡國際會議場的握手會均宣佈延期。警視廳則希望AKS暫停所有與支持者接觸的活動。

### 保安措施
而在加强了警备之后，定于7月5日于東京國際展示場举办的《勇往直前》的个别握手会正常举行，保安人数增长至350人，为原来的7倍，而工作人员的数目也由七百人增长至千人规模，握手会场也重新布置，變得更利于成员在遭遇袭击时盡快避险，握手會亦由成員自己決定是否參與，這種自由參與的形式在支持者之間亦引起了爭議。最終，總共有250名成員參加，受傷的川榮和入山以及另外10位成員未有參加，AKB48的營運方則是表明未有任何成員因為心理問題而缺席。
握手會的入場時間亦較予定提早半小時至上午8時，並且在上午9時才開始，同時檢查入場人士的隨身物品，而且限制只能攜帶一件長闊高總計少於90厘米的手提物品，手提物內的物品亦再三檢查，攜傘入場的話需要打開檢查，攜帶飲料入場者亦需要在保安面前試飲，同時設置50部金屬探測器，並且對入場者實施全身檢查，工作人員和記者也沒有例外。各行列的工作人員亦由兩人增至四人，分別負責保安、管理入場者手提行李、確認參加券和計算握手時間，並且在成員身後設有約8米，由保安員巡邏的避險區域。
握手前，入場者交出手提行李，並且由工作人員確認手上未有持有任何物品，除了結婚戒指外，所有戒指均必須除下。原本，支持者與成員之間只是橫放一張長枱，但是這次握手會改為在兩者之間設置了高約1.1米的塑膠製圍欄，支持者的身體亦不可以越過圍欄握手，亦禁止伸出雙手來握手，同時亦讓成員無法做出過大的動作。離場方法亦由以前的穿過行列改為原路折返。工作人員表示這種程度的保安措施花費達1,000萬日元。其後，AKB48相關組合亦採取同樣的保安措施。握手會舉行前的小型演出亦全數取消。
7月13日，AKB48在事件發生後於北海道札幌市真駒內屋內競技場首次舉行全國握手會，原本未有計劃重啟台上的活動，但是營運接納成員的想法，舉行了小型演出。7月16日，SKE48成員宮澤佐江、二村春香和岩永亞美出席於台灣台北市舉行的活動時，雖然本身未有安排握手的環節，但是仍然設置金屬探測器，並且由工作人員檢查參加者的隨身物品。在事件發生前，AKB48相關公演結束後成員會以擊掌的方式送別觀眾，但是隨著事件發生而取消，其後在10月15日改為以成員在台上送別觀眾。

### 媒體
受到事件的影響，由入山主演、並在NOTTV播放的一集行動電話電視劇於播出當晚改為播放由壇蜜主演的部份，而同局的開放形式節目《AKB48的你是誰？》於5月26日的公開現場直播亦取消，直至7月14日才恢復，但是從以前的50人名額減少至30人，入場時亦需要通過金屬探測器的檢查。預定在5月27日播放，由AKB48出演的朝日飲料罐裝咖啡WONDA的新廣告亦一度宣布推遲，但是其後又如期播放。同樣地，川榮有份演出的網上教育UCAN的廣告一度暫停播放，後來經過多方面商討後如期播放，而在于5月28日直播的綜藝節目《Viking》中本应在演播室出演的川榮改以電話连线形式出演，其主演的電視劇《水手服殭屍》亦推遲播放。
原本預定在6月時發賣的NMB48單曲《伊維薩女孩》在事件發生後改為以網上下載的形式發行，並且在8月時才以收錄於專輯《世界的中心是大阪 ～難波自治區～》的方式重新發行CD。與兩名受傷成員處於同一列的大島涼花甚至受事件影響，變得害怕與人接觸，連出門亦有困難，同列的另一成員高城亞樹則表示出現了情境重現的心理現象，倉持明日香也有同一現象，並且變得害怕身處於人多的地方。
事件發生後，成員木崎由里亚、小嶋真子、相笠萌、伊豆田莉奈、向井地美音和田野優花出席了AKB48的首項活動，保安明顯加強，氣氛亦顯得緊張，原定出席的入山則缺席。另外，AKB48亦向支持者收集意見，尋求舉行其他交流活動的可行性。

### 其他
事件在網絡上傳開後，Twitter上充斥了與事件無關，但被錯指為兇徒的頭像和相片出現，甚至有人冒認作兇徒的父親，同時有人冒認入山發言並且被《產經體育》、《體育報知》和《鬧鐘電視》錯誤引用，其後AKB48官方也澄清了製作人秋元康和AKS社長窪田康志並無Twitter和Facebook帳號，提醒媒體切勿受騙。另外，由綾瀨遙和松坂桃李主演的《萬能鑑定士Q》以及由米拉·乔沃维奇主演的《龐貝末日：天火焚城》兩部電影分別於東京汐留和六本木舉行的試影會中亦加強了保安措施，而在由剛力彩芽配音的電影《X戰警：未來昔日》的首映中，保安人數比平時增加了一倍。關西電視台亦表示將會重新檢討未來如何確保活動安全。另外在事件後，有就讀於茨城縣筑波大學的學生在網上發表殺人預告後不久便遭到警察拘捕。
事件發生後約半年的1月31日，警察因應有人在2014年12月25日於網上預言發動連環恐怖襲擊，並且揚言目標為大阪市京瓷巨蛋大阪，派員在AKB48、SKE48和NMB48分別於京瓷巨蛋大阪、名古屋市名古屋市國際展示場和千葉市幕張展覽館舉行的握手會中戒備。
不少日本偶像組合均受事件影響而取消了與支持者接觸的活動或加強保安措施。女子組合Happiness甚至取消了單曲發賣的活動，另一女子組合Idoling!!!原定在同月28日的新曲發佈紀念握手會上增派保安人員，但是在警察的介入下握手會最終取消，同業早安家族亦對事件表示憤概，但是活動會如期舉行，並謂將會加強保安措施，旗下的Berryz工房在廣島縣廣島市舉行的握手會亦因而加強了戒備。另一同業愛貝克思旗下iDOL Street的女子組合SUPER☆GiRLS、Cheeky Parade和GEM則取消了原定於5月31日和6月1日舉行活動，而女子組合私立惠比壽中學、男子組合DISH//和同事務所的超特急也取消了與支持者接觸的活動，尊尼事務所亦取消了中山優馬原定於宮城縣仙台市和廣島舉行的活動，動畫歌手鈴木木乃美同樣取消了在大阪日本橋、難波和名古屋的握手會環節，AKB48的官方對手乃木坂46於東京TBS赤坂ACT劇場舉行的公演則設置金屬探測器並且限制了手提物品的尺寸，女子組合9nine也取消了預定在北海道札幌市舉行的簽名會和名古屋的擊掌環節，而名古屋的公演則如常舉行，男子組合D-BOYS在東京新宿舉行的擊掌會亦加強保安並要求參加者除去手上飾物，而本來握手會舉行次數不算多的女子組合桃色幸運草Z在神奈川縣日產體育場的演唱會中，也引入了人臉識別系統，6人女子組合Fairies在東京池袋舉行的活動則每一位成員安排一位保安貼身保護，而早安家族旗下組合℃-ute雖然未有取消握手會，但是由於禁止參加者戴帽子，從而導致部分禿頭或闊額的粉絲揚言不再支持，女子組合電波組雖然如期於5月29日舉行合照會，但是警衛和工作人數亦相應增加，並且代為保管參與者的手提物品，前AKB48成員板野友美於6月1日舉行的《S×W×A×G》專輯發賣紀念活動中的握手會環節改為送贈簽名明信片。與此同時，有些意見認為由於弱小的偶像組合缺乏資金，難以加強保安，他們與大型事務所旗下的偶像組合相比，處境更顯嚴峻。
在事件發生後，《鬧鐘電視》於Twitter上發表的評論由於語調過於輕率，遭到大量AKB48支持者責難，最終公開道歉。此外，日本國家男子足球隊在千葉縣成田國際機場出發前往美國集訓時亦受事件影響而有約40名保安和警察護送，而棒球隊歐力士野牛則終止了旗下啦啦隊的簽名會，由於AKB48曾經在東北地方巡迴表演，並且探訪東日本大震災的災民，因此有些災民表示現在就輪到他們反過來支援AKB48，而與事發地同縣的奧州市的支持者則收集了超過800名老中青世代的留言，製成12塊長約110厘米，闊約150厘米的橫幅來打氣。事件在中國大陸的人民網、南韓的《朝鮮日報》、香港的《蘋果日報》、台灣的《自由時報》和英國的BBC均獲報道。